# Origne
Origne ist eine französische Gemeinde mit 188 Einwohnern (1. Januar 2022) im Département Gironde in der Region Nouvelle-Aquitaine.

## Geografie
Origne liegt 30 Kilometer südlich von Bordeaux, im Regionalen Naturpark Landes de Gascogne, am Flüsschen Nère durchquert, das hier noch Ruisseau d’Origne genannt wird. An der nördlichen Grenze verläuft das Flüsschen Tursan.

## Bevölkerungsentwicklung
| Jahr      | 1962 | 1968 | 1975 | 1982 | 1990 | 1999 | 2006 | 2017 |
| Einwohner | 102  | 86   | 57   | 80   | 112  | 125  | 156  | 182  |

## Sehenswürdigkeiten

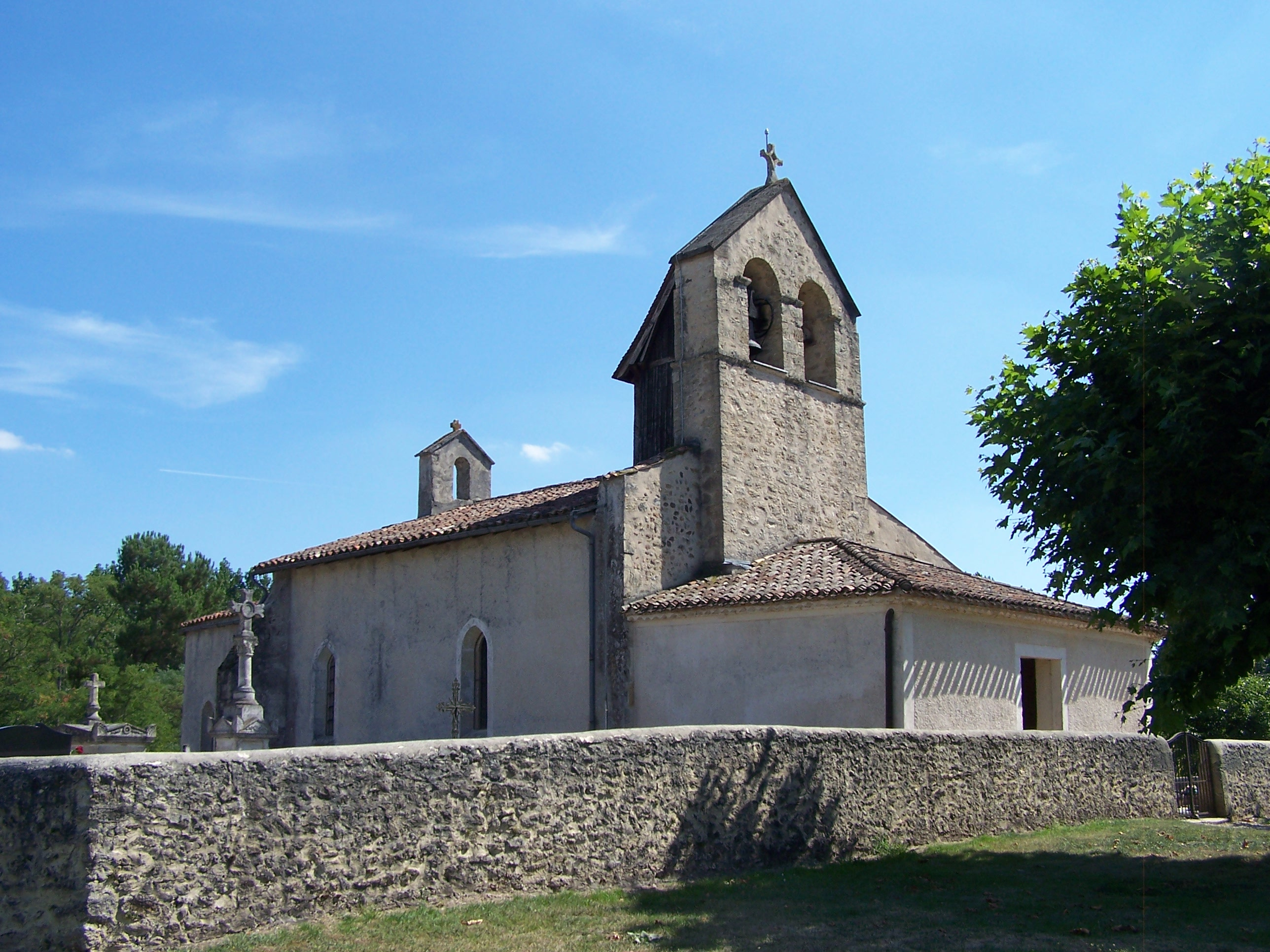
Kirche Saint-Jean-Baptiste

- Kirche Saint-Jean-Baptiste aus dem 13. Jahrhundert (Monument historique)